# Borkowo (powiat tczewski)
Borkowo (kaszb. Bòrkòwò) – wieś kociewska w Polsce położona w województwie pomorskim, w powiecie tczewskim, w gminie Morzeszczyn przy drodze wojewódzkiej nr 234.
W latach 1975–1998 miejscowość należała administracyjnie do województwa gdańskiego.
Przy drodze głównej gotycka, czteropoziomowa kapliczka wotywna.

## Przyroda
Na zachód od wsi znajdują się pozostałości Dębu Napoleona.